# 4 mai 1973
Le vendredi 4 mai 1973 est le 124e jour de l'année 1973.

## Naissances
- Giuseppe Zappella, joueur et entraîneur de football italien
- Guillermo Barros Schelotto, footballeur et entraîneur argentin
- Gunther Schepens, footballeur belge
- Gustavo Barros Schelotto, footballeur argentin
- Hélène Bizot, actrice française
- John Madden, joueur de hockey sur glace canadien
- Katrin Apel, biathlète allemande
- Luděk Černoušek, joueur tchèque de volley-ball
- Malin Andersson, joueuse de football suédoise
- Matthew Barnaby, joueur de hockey sur glace canadien
- Olivia Dillon, coureuse cycliste irlandaise
- Olivier Careaux, joueur de billard français
- Pinto Barros, joueur de football mozambicain
- Rikarudo Higa, joueur de football brésilien

## Décès
- Étienne Arnulf (né le 11 mars 1920), homme politique français
- Amédée Mercier (né le 2 décembre 1890), personnalité politique française
- Anton Ackermann (né le 25 novembre 1905), personnalité politique allemande
- Jacqueline Duché (née le 24 décembre 1892), femme de lettres et illustratrice de contes pour enfants
- Jane Bowles (née le 22 février 1917), romancière, nouvelliste, dramaturge américaine
- Leslie Frost (né le 20 septembre 1895), homme politique canadien
- Michel Patrix (né le 25 mai 1917), peintre français